# Entre Ríos-Rodolfo Walsh (subte de Buenos Aires)
Entre Ríos - Rodolfo Walsh es una estación de la línea E de la red de subterráneos de la Ciudad Autónoma de Buenos Aires. Se encuentra debajo de intersección de las avenidas San Juan y  Entre Ríos, en el límite de los barrios porteños de San Cristóbal y Constitución. La estación fue construida por la compañía española CHADOPyF e inaugurada el 20 de junio de 1944 como parte del trayecto original de la línea E, entre las estaciones Constitución y General Urquiza.
En 1997 fue declarada monumento histórico nacional y en marzo de 2013 la Legislatura de Buenos Aires aprobó en doble lectura y con 47 votos a favor, la adición del nombre de Rodolfo Walsh a Entre Ríos para conmemorar al escritor, que fuera asesinado en la esquina de San Juan y Entre Ríos el 25 de marzo de 1977 en un enfrentamiento con uniformados.

## Decoración
Como es característico de las estaciones en la sección original del subte línea E que unía las estaciones Constitución y General Urquiza, abierta en 1944, Entre Ríos posee un par de murales temáticos en sus andenes, instalados por su constructora, la CHADOPyF. En este caso fueron basados en bocetos de 1939 de Antonio Ortiz Echagüe y realizados por Cattaneo y Compañía, y muestran el avance de los argentinos sobre las tierras de la Patagonia habitadas por los indígenas nativos. El que se encuentra en el andén con dirección a Plaza de los Virreyes fue titulado Fundación de pueblos en la Pampa, y el que se colocó en el andén con dirección a Bolívar se llama La conquista del Desierto.

## Hitos urbanos
Se encuentran en las cercanías de esta:
- Plazas: Alfonsina Storni, Tita Merello, Francisco Canaro y Eduardo Jenner
- Comisaría N° 18 de la Policía Federal Argentina
- Hospital de Oftalmología Santa Lucía
- Escuela Primaria Común N.º 21 Carlos Pellegrini
- Biblioteca del Docente
- El Bar Notable Miramar
- Calesita El Pato

## Imágenes

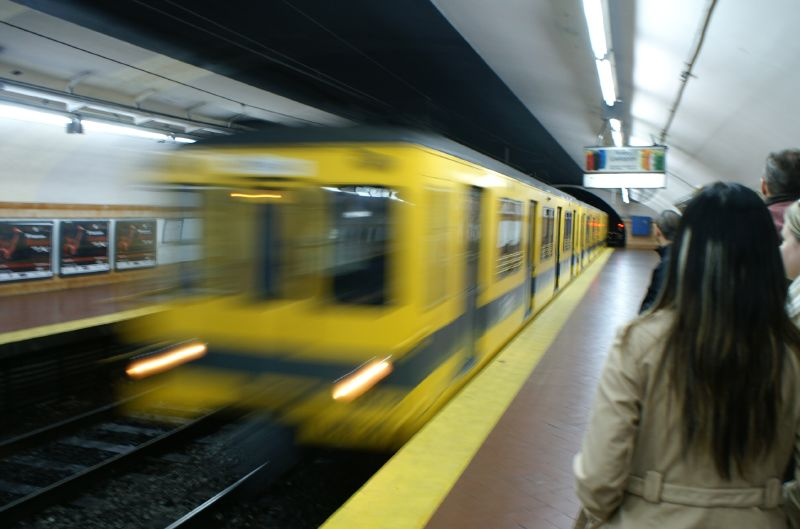
Un tren pasa por la estación.
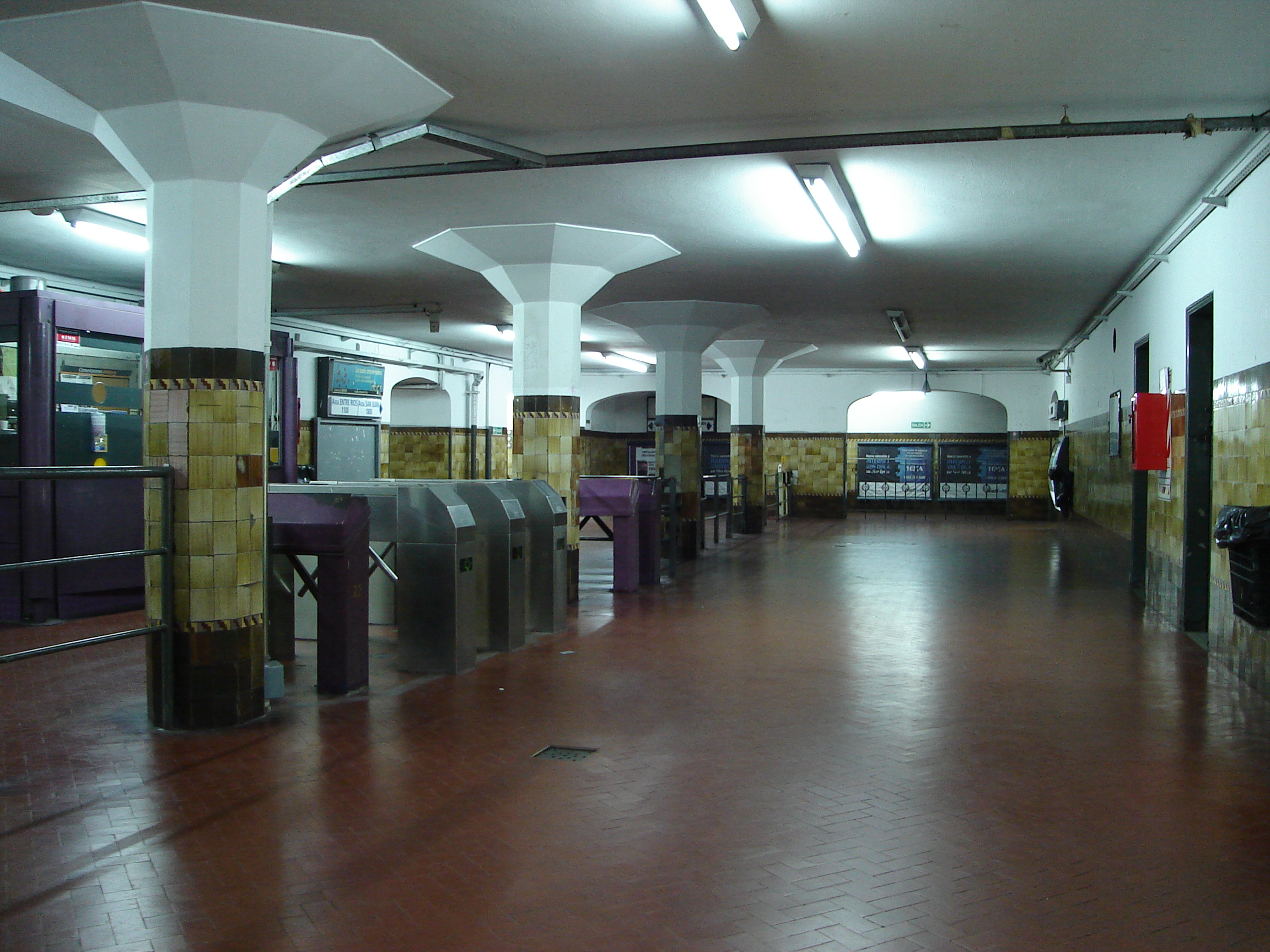
Boleterías y acceso.
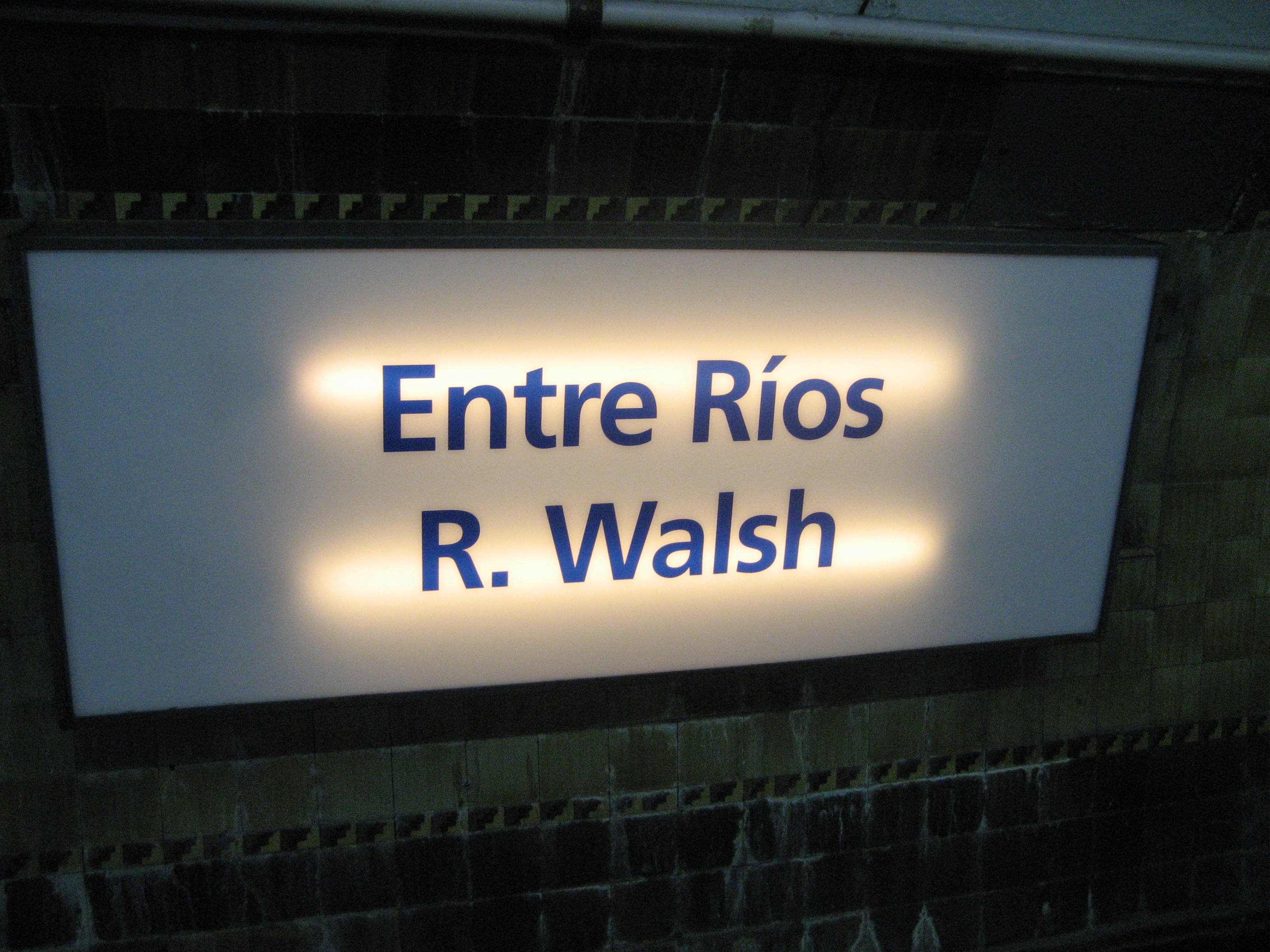
Nomenclador.
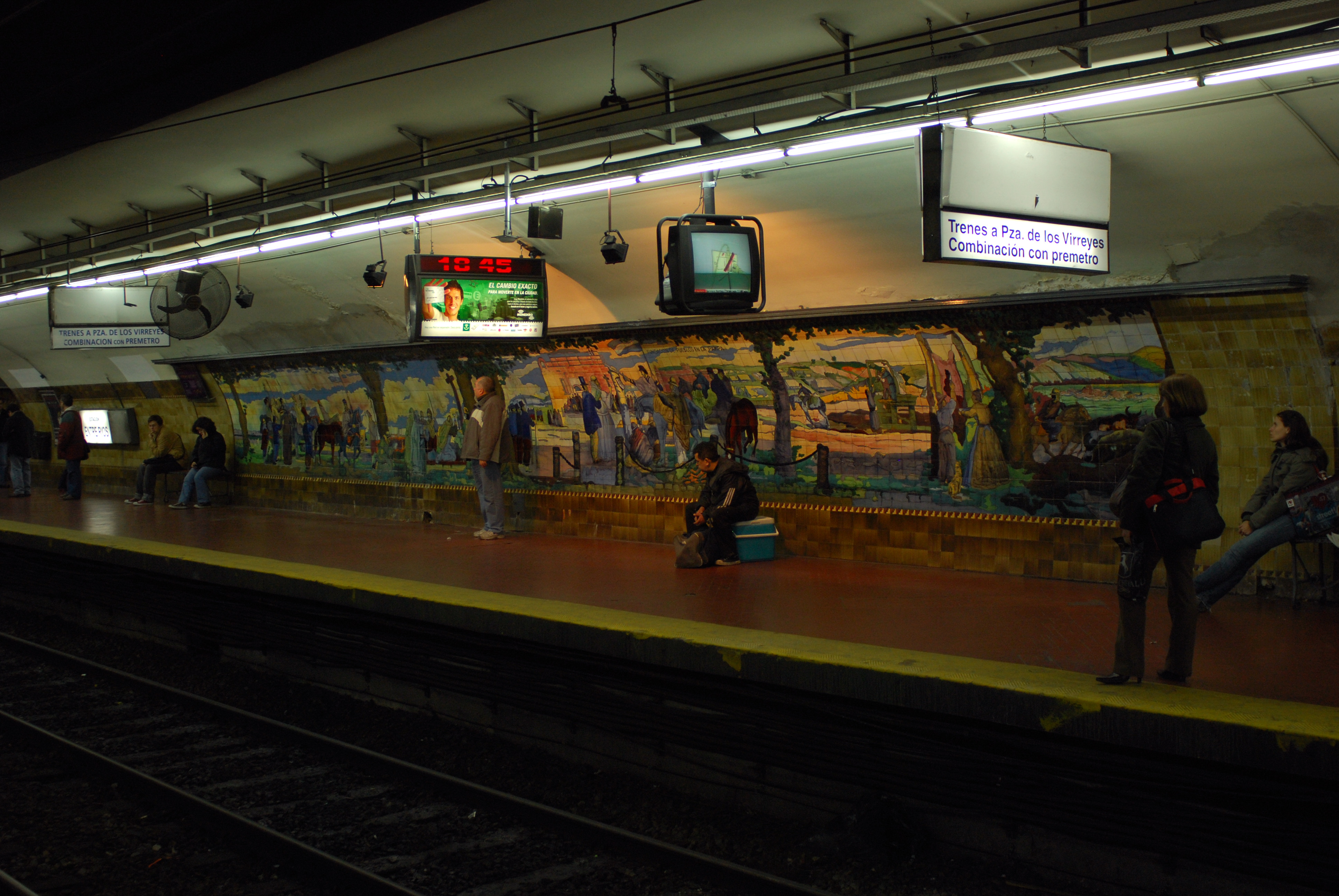
Mural.